# نسیم خوشبختی (فیلم)
نسیم خوشبختی (به تامیلی: Anantha Poongatre) و (به انگلیسی: Breeze of happiness) فیلمی هندی محصول سال ۱۹۹۹ و به کارگردانی راج کاپور است. در این فیلم بازیگرانی همچون آجیت کومار، مینا، کارتیک، مالاویکا، آمبیکا و بهانوپریا ایفای نقش کرده‌اند.